# Artur Zaczek
Artur Zaczek (né le 28 février 1989 à Łomża) est un athlète polonais, spécialiste du sprint. 

## Palmarès
| Date | Compétition                   | Lieu     | Résultat | Épreuve   | Temps   |
| ---- | ----------------------------- | -------- | -------- | --------- | ------- |
| 2009 | Universiade                   | Belgrade | 2e       | 4 × 100 m | 39 s 33 |
| 2009 | Championnats d'Europe espoirs | Kaunas   | 3e       | 4 × 100 m | 39 s 52 |
| 2013 | Universiade                   | Kazan    | 3e       | 4 × 100 m | 39 s 29 |
| 2015 | Universiade                   | Gwangju  | 2e       | 4 × 100 m | 39 s 50 |

### Records
| Épreuve    | Performance | Lieu     | Date            |
| ---------- | ----------- | -------- | --------------- |
| 100 mètres | 10 s 47     | Szczecin | 21 juillet 2012 |
| 200 mètres | 20 s 76     | Gdańsk   | 6 juin 2015     |